# 1994 GM1
1994 GM1 är en asteroid i huvudbältet som upptäcktes den 14 april 1994 av den japanska astronomen Takao Kobayashi vid Ōizumi-observatoriet.
Asteroiden har en diameter på ungefär 2 kilometer.